# Andrée Laberge
Andrée Laberge est une écrivaine et chercheuse québécoise née à Québec en 1953.
Elle possède un doctorat en épidémiologie et mène de front une carrière de chercheuse en santé publique et d’écrivaine.

## Œuvres
- 2000 - Les Oiseaux de verre
- 2001 - L'Aguayo
- 2006 - La Rivière du loup
- 2008 - Le Fin Fond de l'histoire
- 2012 - Le Fil ténu de l’âme

## Distinctions
- 2006 - Prix du Gouverneur général, La Rivière du loup